# إريك جونز (مؤرخ)
إريك جونز (بالإنجليزية: Eric Jones)‏ هو اقتصادي ومؤرخ أسترالي، ولد في 21 سبتمبر 1936.